# Liburnia Livorno
Il Softball Club Liburnia (SCL) è la squadra di softball della città di Livorno.

## La storia
Il Softball Club Liburnia è stato fondato il 13 gennaio 1982, anche se fin dal 1972 veniva svolta l'attività di softball sotto la denominazione di Sez. Softball del Baseball Livorno.
Rappresenta la città di Livorno in campo femminile nella massima Serie dal 1991 dopo aver militato nelle Serie C e B.
Nel 1993 e nel 1994 ha vinto la Coppa Italia, ed è stata la prima squadra livornese a partecipare due volte alla Coppa delle Coppe Europea conquistando un argento nel 1994 e un bronzo nel 1995.
Nel settore giovanile partecipa ai campionati Juniores e Cadette. Proprio nel settore giovanile ha conquistato nel 1990 e nel 1992 il titolo di Campione d'Italia della categoria Cadette e nel 1993 quello di Campione d'Italia della Categoria Juniores.